# Milena Miklavčič
Milena Miklavčič, slovenska pisateljica, novinarka ter ljubiteljska zgodovinarka in antropologinja, * 27. maj 1952, Žiri.

## Življenje in delo
Družino si je ustvarila v Žireh. Ko so njeni štirje otroci odrasli, je na Radiu Sora več kot 20 let snovala kulturne in otroške oddaje, oddajo Ponedeljkovi komentarji in  prvo nedeljsko radijsko popoldne. Več let je sodelovala pri oddaji Pomagajmo si. Leta 1992 je za časopis Gorenjski glas pričela pisati resnične zgodbe za rubriko Usode. Piše za Žirovski občasnik, Idrijske novice, Utrip. V Nedelu piše v rubriko Nedelova posvetovalnica. Za knjižnico Ivana Tavčarja v Škofji Loki je deset let vodila Sredine večere, pogovore s slovenskimi kulturniki, pozneje v Žireh. Na Slovenskih klekljarskih dnevih je v okviru Klekljarskega društva Cvetke v Žireh šest let organizirala klekljarski literarni natečaj.
V osnovni šoli je pisala za časopis Dnevnikova Mlada njiva, pozneje pa dela za otroke in odrasle. Prvo zbirko pravljic Abeceda iz Zakajčkove ulice je spodbudila hči, ki ni hotela brati. Druga knjiga Usode je iz resničnih zgodb, ki so od leta 1992 izhajale v podlistku Gorenjskega glasa. Razlog za izid tretje knjige pravljic Pri hrastu na levo (600 izvodov) je bila sinova bolezen.  Javni sklad RS za kulturne dejavnosti jo je razglasil za najboljšo slovensko samozaložniško knjigo leta 2006. Predvajali so jih tudi na Radiu Sora. 
Na mednarodnem natečaju za najboljšo otroško in mladinsko knjigo mestne občine Schwanenstadt je Šnitka leta 2009 dobila posebno priznanje žirije. 2010 se je med najboljše uvrstila slikanica Marička in medvedek. Na istem literarnem natečaju je leta 2012 tretjo nagrado dobila slikanica Kdo je razdrl lastovičje gnezdo? 2013 je bila nagrajena slikanica Gal in zrele hruške. 2012 je prejela prvo nagrado na literarnem natečaju Literarnega društva Reciklaža za zgodbo Plašč. Na literarnem natečaju DPM Beltinci so postavili na prvo mesto njeno pesem Mesena večerja. Pravljice so se uvrstile med najboljše na literarnem natečaju založbe Eno in na portalu pravljica.si ter pri reviji Zmajček. Leta 2013 so bile njene zgodbe med finalisti na literarnem natečaju ZTT – EST (Založništvo tržaškega tiska) in na Državnem izboru literatov seniorjev. 
Pri raziskovanju preteklosti se osredotoča na medčloveške odnose prednikov, npr. raziskava o spolnosti na Žirovskem v začetku 20. stoletja Agn, ret pa kače niso za igrače v 27. številki Žirovskega občasnika (1998). V knjigi Ženske je zbranih 52 zgodb o sodobni ženski, tudi o ženski erotiki. Leta 2013 je izšlo poljudnoraziskovalno etnološko delo Ogenj, rit in kače niso za igrače, ki je bilo leta 2017 na 14. mestu po izposoji v slovenskih knjižnicah.
V Žirovskem občasniku je objavila Raziskavo o življenju hlapcev in dekel, Kako so ženske rojevale na Žirovskem, Otroštvo na začetku 20. stoletja, Gradnja individualnih hiš po 2. svetovni vojni. Njene pesmi so v Antologiji otroške poezije (1998), objavljala je še v Ko Ciciban sreča Abrahama (2002), V zavetju besede 2007, 2008, 2010, 2011, 2012, 2013, v Blogoziji 2008, 2009, 2010, 2011, 2013.

## Knjige

### Otroške
- Abeceda iz Zakajčkove ulice, 1995 (COBISS)
- Pri hrastu na levo, 2006 (COBISS)
- PIKA NA B., 2008 (COBISS)
- Šnitka, 2009 (COBISS)
- Marička in medvedek, 2010 (COBISS)
- Kdo je razdrl lastovičje gnezdo?, 2012 (COBISS)
- Gal in lačne hruške, 2014 (COBISS)

### Romani
- Kje je otrok?, 2021 (COBISS)

### Antropološke
- Usode, 2003 (COBISS)
- Ženske, 2011 (COBISS); dopolnjena izdaja, 2023 (COBISS)
- Ogenj, rit in kače niso za igrače, 2013 (COBISS)
- Ogenj, rit in kače niso za igrače, del 2: Babice, hčere, vnukinje, 2017 (COBISS)
- Ogenj, rit in kače niso za igrače, del 3: Moške zgodbe, 2019 (COBISS)
- Ogenj, rit in kače niso za igrače, del 4: Poglejte, moji ljudje prihajajo!, 2022 (COBISS)
- Ogenj, rit in kače niso za igrače, del 5: Lučkine in druge zgodbe, 2024 (COBISS)